# Enteropogon mollis
Enteropogon mollis är en gräsart som först beskrevs av Christian Gottfried Daniel Nees von Esenbeck, och fick sitt nu gällande namn av Clayton. Enteropogon mollis ingår i släktet Enteropogon och familjen gräs. Inga underarter finns listade i Catalogue of Life.